# Cottlesville
Cottlesville es un pueblo canadiense situado en la provincia de Terranova y Labrador.

## Superficie
Cottlesville tiene una superficie de 11,15 km².

## Demografía
En 2021, tenía 244 habitantes, una densidad poblacional de 21,9 hab./km², y 145 viviendas.